# Allil-bromid
Az allil-bromid (3-brómprop-1-én) szerves halogénvegyület. Törésmutatója 1,4697 (20 °C, 589 nm). Az allil-bromid alkilezőszer, melyet polimerek, gyógyszerek, allilek és egyéb szerves vegyületek szintéziséhez használnak. Átlátszó, maradandó intenzív csípős szagú folyadék. Elemi cinkkel reagáltatva allilcink-bromid állítható elő belőle, mely a fémorganikus reagensek többségével ellentétben – melyek levegővel érintkezve öngyulladóak és víz hatására elbomlanak – vizes oldatokban stabil, és aldehidekkel Barbier-típusú reakcióba vihetők, melynek révén szén–szén-kötés alakul ki.

## Fordítás
Ez a szócikk részben vagy egészben  az   Allyl_bromide című angol Wikipédia-szócikk ezen változatának fordításán alapul.  Az eredeti cikk szerkesztőit annak laptörténete sorolja fel. Ez a jelzés csupán a megfogalmazás eredetét és a szerzői jogokat jelzi, nem szolgál a cikkben szereplő információk forrásmegjelöléseként.

## Külső hivatkozások
- Entry at chemicalland21.com